# أتشوهوكاناك
أتشوهوكاناك (بالإنجليزية: Achuhucanac)‏ هو إله المطر في ديانة غوانش في تينيريفي، وتم تحديده مع الإله الأعلى (أتشامان). يأتي اسمه من: لغة الغوانش ويعني «هذا الذي في المطر» أو «هو الذي داخل المطر».